# La profecia (pel·lícula)
La profecia (títol original en anglès: The Omen) és una pel·lícula de suspens/terror del 1976 dirigida per Richard Donner i protagonitzada per Gregory Peck, Lee Remick, David Warner, Harvey Stephens, Billie Whitelaw, Patrick Troughton, Martin Benson, i Leo McKern. És la primera pel·lícula en la sèrie homònima i es basa en una novel·la de terror per David Seltzer. Ha estat categoritzada dins de l'interès per les pel·lícules de terror després de l'estrena de L'exorcista.

## Argument
Robert Thorn és ambaixador dels Estats Units a Londres. Diverses morts tràgiques i estranyes han tingut lloc al seu voltant. Keith Jennings, un fotògraf i el pare Brennan acaben per convèncer Thorn que Damien, el seu fill de cinc anys, orfe de foscos orígens que ha adoptat al seu naixement sense que ho sàpiga la seva dona és l'Anticrist.

## Repartiment
- Gregory Peck: Robert Thorn
- Lee Remick: Katherine Thorn
- David Warner: Keith Jennings
- Billie Whitelaw: la Sra. Baylock
- Patrick Troughton: el pare Brennan
- Harvey Stephens: Damien Thorn
- Sheila Raynor: la Sra. Horton
- Martin Benson: el pare Spiletto
- Leo McKern: Carl Bugenhagen
- Tommy Duggan: El sacerdot
- Anthony Nicholls	: Dr. Becker
- Nicholas Campbell: Marina

## Producció

### Càsting
Nombrosos actors cèlebres van refusar el paper de Robert Thorn, com ara Charlton Heston, Roy Scheider, Dick Van Dyke i William Holden, abans que Gregory Peck fos escollit. William Holden, tanmateix, acceptaria posteriorment ser el protagonista de la seqüela: La Maledicció de Damien (Damien: Omen II).

### Rodatge
El rodatge va tenir lloc principalment a Anglaterra: a Londres (Parliament Square, Fulham, Grosvenor Square, Harrow, Hampstead Heath), Windsor i a Home Park, Surrey (Woking, la catedral de Guildford, Staines), els estudis de Shepperton. Algunes escenes han estat rodades a Jerusalem, Roma i Chicago.

### Música
La música de la pel·lícula ha estat composta per Jerry Goldsmith. Molt inquietant, és de l'època revolucionària perquè, per primera vegada, el compositor va recórrer a cors malèfics, cantant una missa en llatí a la glòria de Satanàs, sota el títol d'Ave Satani. La pel·lícula li va suposar assolir l'Oscar a la millor banda sonora l'any 1977.